# Pseudotocinclus tietensis
Pseudotocinclus tietensis е вид лъчеперка от семейство Loricariidae. Видът е световно застрашен, със статут Уязвим.

## Разпространение
Разпространен е в Бразилия.